# Калфа-Ноуе
Калфа-Ноуе (рум. Calfa Nouă) — село в Аненій-Нойському районі Молдови. Входить до складу комуни, адміністративним центром якої є село Калфа.

## Населення
За даними перепису населення 2004 року у селі проживали 197 осіб, усі — молдавани.